# ゲラル
ゲラル(英語:gerar)は、旧約聖書に登場するカナンの南側境界線にあったペリシテの平原で、ガザの南にあった町、また、地域の名前である。多くの学者は、ベエル・シェバの北西24kmのテル・アブ・フレイラ(en:Tell Abu Hureirah)であると主張する。

## 聖書
アブラハムとイサクは共にこの地に滞在した。アブラハムがゲラルの王アビメレクに自分の妻サラを妹として偽ったために、アビメレクはサラを召しいれたが、神の干渉があり、サラは返された。
アブラハムは井戸のことでアビメレクに抗議して、その結果両者は契約を結んだ。
後に、イサクも飢饉の時に、ゲラルに滞在して、妻リベカを自分の妹と偽った。イサクはゲラルでいくつかの井戸を掘ったが、ゲラルの羊飼いと井戸のことで争いが生じた。
前9世紀に、南ユダ王国のアサ王が侵入してきたクシュ人に対して、圧倒的な勝利を収め、ゲラルまで追いついて追撃して、全滅させた。